# 大阪ジュニアベンガルズ
大阪ジュニアベンガルズ（おおさかジュニアベンガルズ）は、チェスナットリーグ所属の少年アメリカンフットボールチームである。チアリーダー部も所属している。1984年創部。

## 概要
チェスナットリーグの発展に多大な貢献をしてきたチームである。
創設者は、日本社会人アメリカンフットボール協会・理事長である池野邦彦。
当初は大阪市福島区で活動していたが、その後西宮市、現在の大阪市此花区の舞洲フィールドへと活動拠点を移している。
2003年から始まった関西中学生アメリカンフットボール選手権大会では、2004年に強豪関西学院中学部を破って優勝。2006年も優勝している。
高校生や大学、社会人で活躍する選手を多く輩出している。（多くは大阪産業大学附属高等学校から立命館大学へと進学している。）